# NGC 2230
NGC 2230 é uma galáxia elíptica (E-S0) localizada na direcção da constelação de Dorado. Possui uma declinação de -64° 59' 34" e uma ascensão recta de 6 horas, 21 minutos e 27,9 segundos.
A galáxia NGC 2230 foi descoberta em 30 de Novembro de 1834 por John Herschel.